# Juventud Unida Universitario
Club Atlético Juventud Unida Universitario, zwany też C.A.J.U.U. albo Juventud U.U. – argentyński klub piłkarski z siedzibą w mieście San Luis, stolicy prowincji San Luis.

## Osiągnięcia
- Mistrz czwartej ligi argentyńskiej Torneo Argentino B: 2000/2001

## Historia
Klub założony został 8 listopada 1920 roku. W roku 1979 Juventud Unida Universitario wspólnie z miejscowym Club Deportivo Pringles utworzył tymczasowo klub o nazwie Alianza Juventud Pringles, który zakwalifikował się do pierwszej ligi mistrzostw Argentyny Nacional. Obecnie Juventud Unida Universitario gra w trzeciej lidze argentyńskiej Torneo Argentino A.